# Stazione di Brusciano
La stazione di Brusciano è una stazione della ferrovia Circumvesuviana, sita nell'omonimo comune.
Si trova sulla ferrovia Napoli-Nola-Baiano.

## Storia
La prima stazione di Brusciano sostituita da quella di piazza XI Settembre fu inaugurata nel 1885 e venne gestita dalla Circumvesuviana a partire dal 1936, la stazione di via Camillo Cucca è stata aperta nel 1998.

## Servizi
La stazione dispone di:
- Biglietteria
- Servizi igienici